# 魏茨县

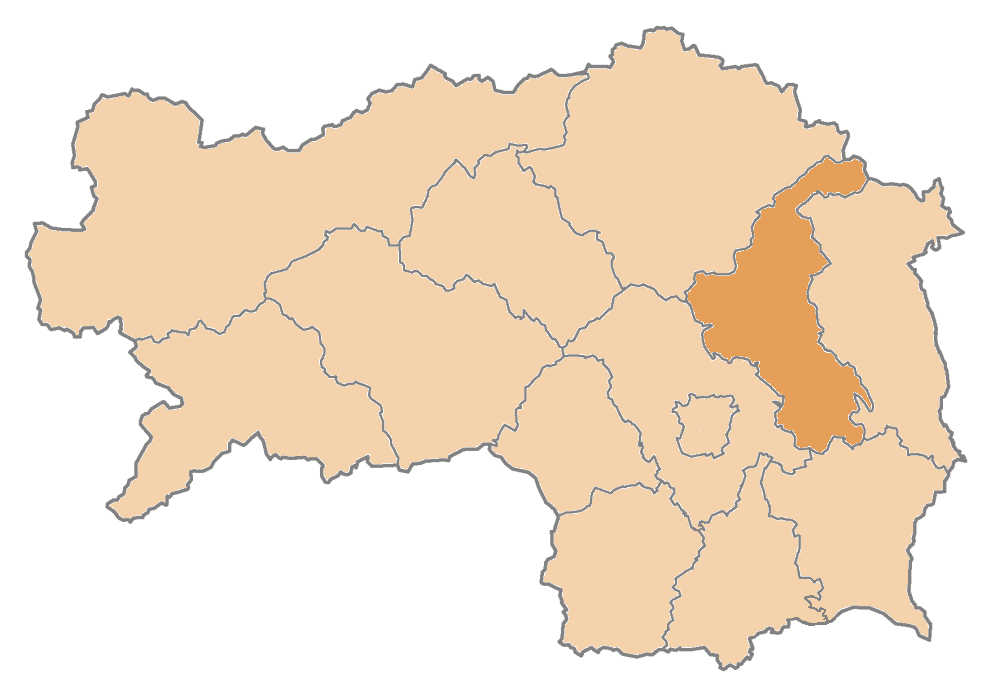
魏茨县在施泰尔马克州的位置

魏茨县（德語：Bezirk Weiz）是奥地利施泰尔马克州所辖的一个县。总面积1070.5平方公里，总人口86007，人口密度80人/平方公里（2001年）。行政中心位于魏茨。

## 行政区域
魏茨县辖有53个市镇。